# Jim Doehring
James « Jim » F. Doehring (né le 27 janvier 1962 à Santa Barbara) est un athlète américain spécialiste du lancer du poids. Il a été contrôlé positif à un stéroïde et suspendu 2 ans.

## Carrière

### Palmarès
| Date | Compétition                    | Lieu      | Résultat | Performance |
| ---- | ------------------------------ | --------- | -------- | ----------- |
| 1988 | Jeux olympiques d'été          | Séoul     | 11e      | 19,89 m     |
| 1992 | Jeux olympiques d'été          | Barcelone | 2e       | 20,96 m     |
| 1993 | Championnats du monde en salle | Toronto   | 2e       | 21,08 m     |
| 1994 | Finale du Grand Prix IAAF      | Paris     | 4e       | 20,20 m     |

### Records
| Épreuve         | Performance | Lieu      | Date         |
| --------------- | ----------- | --------- | ------------ |
| Lancer du poids | 21,60 m     | Los Gatos | 13 juin 1992 |